# Звёздная (Зельвенский район)
Звёздная (бел. Звёздная; до 1969 года — Зорная) — деревня в Зельвенском районе Гродненской области Беларуси. В составе Кремяницкого сельсовета.

## География
Пролегает трасса Р-51.
Ближайшие населённые пункты Рексти, Ялуцевичи и др.

## История
До 24 августа 1981 года деревня входила в состав Кремяницкого сельсовета, до 25 ноября 2004 года — в состав Ялуцевичского сельсовета.

## Население

### Численность
- 2009 год — 23 жителей

### Динамика
- 2009 год — 23 жителей (перепись населения)[5]

## Достопримечательность
- Мемориальный комплекс «Шауличи», около д. Звёздная Кремяницкого сельсовета Зельвенского района. Мемориал возведён на месте сожженной фашистами деревни Шауличи в Волковысском районе.